# William McKendree
William McKendree (* 6. Juli 1757, King William County, Virginia, Vereinigte Staaten; † 5. März 1835, Sumner County (Tennessee), Tennessee) war der vierte Bischof der Methodist Episcopal Church und der erste methodistische Bischof, der in den Vereinigten Staaten geboren worden war. Er wurde 1808 gewählt.

## Leben

### Jugend
Mc Kendree wurde in King William County, Virginia, als Sohn der schottischstämmigen John und Mary McKendree geboren.
Als junger Mann diente McKendree während des Amerikanischen Unabhängigkeitskriegs in der Virginia militia. Er erreichte den Rang eines Adjutant im Commissary-Department. Er nahm an der Schlacht bei Yorktown Teil und erlebte die Ergebung von Lord Cornwallis mit. Nach dem Krieg zog er sich ins Privatleben zurück.
Er hatte 1787 ein Bekehrungserlebnis. Bald darauf begann er mit seinen Freunden über den christlichen Glauben zu diskutieren und schloss sie in seine inbrünstigen Gebete ein. Dann begann er auch an öffentlichen christlichen Veranstaltungen teilzunehmen und seine Ansprachen machten großen Eindruck.

### Dienst
1788 wurde er in Brunswick County zur Probe in den Dienst der Methodist Episcopal Church aufgenommen. Ungewöhnlich war, dass er aufgenommen wurde, ohne vorher eine License to Preach erworben zu haben und ohne die Empfehlung von anderen. Bischof Francis Asbury ernannte ihn zum Junior Preacher in Mecklenburg und er diente auch mehrere Jahre lang in benachbarten Sprengeln.
Als Rev. McKendree setzte er seinen Dienst als Wanderprediger fort bis zum November 1792, als er von der General Conference der Kirche schwer enttäuscht wurde. Mr. O’Kelly hatte ihn beeinflusst, um verschiedene Reformen in der Kirche anzuregen. In der General Conference scheiterten diese jedoch. O’Kelly verließ die Kirche und McKendree, der mit ihm sympathisierte, reichte seinen Abschied ein. Die Conference erlaubte jedoch, dass er weiterhin in Methodist Societies predigen durfte.
McKendree erhielt bald darauf die Möglichkeit, mit Bischof Francis Asbury die Gemeinden zu besuchen und sich einen Eindruck zu verschaffen, ob seine Eindrücke richtig gewesen waren. Er erkannte, dass er verführt worden war, und studierte daraufhin sehr genau die Regeln, die John Wesley aufgestellt hatte, und überzeugte sich davon, dass die Kirche, wie sie von der General Conference in den USA geführt wurde, in vollständiger Übereinstimmung mit der alten Kirche stehe und dass sie sehr gut auf die gegenwärtige Situation eingestellt sei.
1793 wurde er nach South Carolina entsandt, kehrte aber bereits im folgenden Jahr zurück. Die nächsten drei Jahre betreute er den Sprengel, der sich von der Chesapeake Bay bis zu den Blue Ridge Mountains und den Allegheny Mountains erstreckte. 1796 wurde er Presiding Elder. 1798 wurde er zur Baltimore Conference entsandt und 1800 ging er mit Bischof Asbury und Bischof Richard Whatcoat zur Western Conference, in Bethel (Kentucky).
Daraufhin wurde er als Presiding Elder des Kentucky-Holston District berufen (1800–01). 1801 entsandte ihn die Conference, die Projekte der Kirche in Südost-Ohio, Kentucky, Tennessee und dem westlichen Virginia und in Illinois zu besuchen. In der Folge wurde er Presiding Elder im Cumberland-Distrikt. Auch hier diente er zusätzlich zu seinen organisatorischen Aufgaben als Prediger und wurde zu einem geachteten Vertreter der Kirche. Unter anderem war er einer der Mitbegründer des Great Revival im Westen.

### Als Bischof
William McKendree wurde bekannt aufgrund seines Talents als Prediger und seiner frommen Achtsamkeit, mit der er alle seine Aufgaben erledigte. 1808 bei der General Conference in Baltimore wurde er zum Bischof gewählt. Nach einer Predigt soll Bischof Asbury geäußert haben: „That sermon will make McKendree bishop.“ (Diese Predigt wird McKendree zum Bischof machen.)
Von da an reiste er, zusammen mit Asbury oder auch allein, durch alle Sprengel der Kirche. Seine erste Bischofsreise über 1.500 Meilen (2400 km) verlief durch Virginia, Tennessee, Missouri und Illinois. Nach 1816 war er 19 Jahre lang Senior Bishop. 1830 unterstützte er das Lebanon Seminary in Lebanon (Illinois). Daraufhin änderte die Schule ihren Namen in McKendree College (später University).
McKendree blieb unverheiratet. Seine Familie war um 1810 nach Sumner County (Tennessee) umgezogen. Wenn er nicht unterwegs war, war dies für ihn Heimat. Er starb am 5. März 1835 im Haus seines Bruders, Dr. James McKendree, in Sumner County bei Nashville. Eines seiner letzten Worte war „All is well.“ (Alles ist gut).

## Vermächtnis
Bischof Matthew Simpson schrieb über McKendree:
He was a man of great energy and genius, and was deeply pious and modest almost to timidity. His mind was clear and logical, his knowledge varied and extensive, his imagination lively but well regulated, and his eloquence was unusually powerful.  He was careful in the administration of discipline, and intruduced system into all the operations of the church.

er war ein Mann von großer Energie und Genius, und war zutiefst fromm und bescheiden beinahe bis zur Furchtsamkeit. Sein Verstand war klar und logisch, sein Wissen vielfältig und reich, seine Fantasie lebendig, aber passend reguliert, und seine Beredsamkeit ungewöhnlich mächtig. Er war vorsichtig in der Anwendung von Strafen, und brachte System in alle Werke der Kirche.
McKendrees Einfluss war überall willkommen, jedoch besonders hoch geschätzt im Westen. Er hatte Jahre schwerer Arbeit dafür aufgewandt, die Methodistische Kirche in den Grenzgebieten des Westens zu etablieren. Daher fühlte er auch immer ein tiefes Interesse am Fortgang der Arbeit dort. Dadurch wurde ihm auch der Spitzname Father of Western Methodism (Vater des Westlichen Methodismus) gegeben und bis heute gilt er als einer der größten Bischöfe der Methodist Episcopal Church.
Einige Personen wurden nach ihm benannt, zum Beispiel William McKendree Springer, William McKendree Robbins, William McKendree Gwin.